# Nava de Santullán

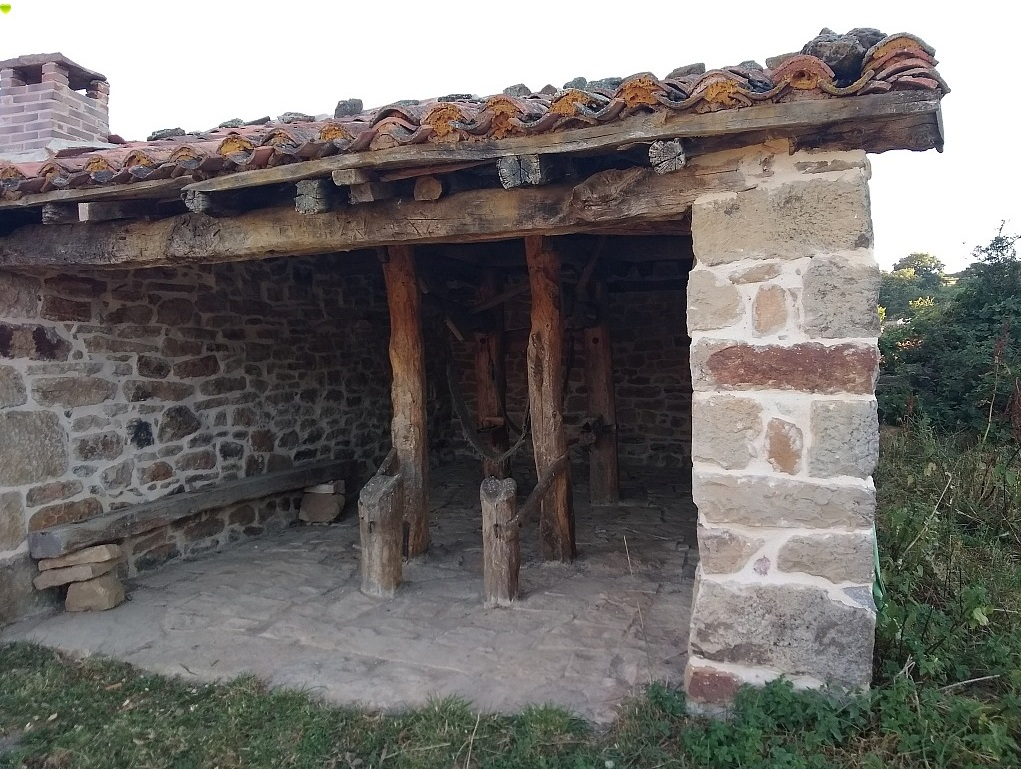
Potro

Nava de Santullán es una localidad de la provincia de Palencia (Castilla y León, España) que pertenece al municipio de Barruelo de Santullán.

## Geografía
La localidad dista 5 km de Barruelo, cabecera municipal, a 1050 metros.

## Demografía
Evolución de la población en el siglo XXI
| Gráfica de evolución demográfica de Nava de Santullán entre 2000 y 2021 |
|                                                                         |
| Población de derecho (2000-2021) según el padrón municipal del INE      |

## Historia
A la caída del Antiguo Régimen la localidad se constituye en municipio constitucional que en el censo de 1842 contaba con 8 hogares y 41 vecinos, para posteriormente integrarse en Santa María de Nava

## Monumentos
- Iglesia de San Juan Evangelista: Templo de origen románico reconstruido posteriormente, hacia el siglo XVIII. Construida en su mayor parte en aparejo de sillería arenisca de veta rojiza y únicamente en el lienzo norte se utiliza la mampostería. Se reaprovechan algunos sillares románicos, y éstos, junto con la tipología de la portada, son los únicos restos conservados de este período. A los pies de la nave una torre más estrecha que esta, con acceso independiente y de sección cuadrada. Unas escaleras de tres tramos llevan al cuerpo de campanas que en el paramento exterior se señala por una sencilla línea de imposta y en el que se abren dos vanos de medio punto en el lado sur, y dos más a oriente y occidente. La portada, ligeramente resaltada del plano mural, es un arco de medio punto compuesto por dos arquivoltas de baquetón y medias cañas y un guardapolvos estriado. Todas apean sobre jambas prismáticas sin columnas y los capiteles se prolongan en línea de imposta lisa.

## Parroquia
- Iglesia parroquial católica de San Juan Evangelista en la unidad pastoral de Barruelo de Santullán en el Arciprestazgo de Campoó-Santullán.[4]